# Achilles '29
Pour les articles homonymes, voir Achilles.
Maillots
Actualités
Le rooms-katholieke sportvereniging Achilles '29 (appelé plus communément Achilles '29 ou simplement Achilles) est un club de football néerlandais basé à Groesbeek. Créé le 1er juin 1929, il évolue actuellement en Hoofdklasse (cinquième division).
L'équipe féminine évolue dans l'Eredivisie, la première division du championnat féminin.
Son nom provient du héros de la mythologie grecque Achille, participant de la guerre de Troie.

## Palmarès et résultats

### Palmarès
| Championnats | Coupes |
| - Topklasse (D3 2010-2016) : - Vainqueur des play-offs: 2012 - Champion : 2012 (groupe Samedi), 2013 (groupe Samedi) - Hoofdklasse (D3 1974-2010, D4 2010-2016) : - Champion : 1983, 2006, 2008 | - Coupe Amateurs des Pays-Bas : - Vainqueur : 2011 - Finaliste : 2008 - Supercoupe Amateurs des Pays-Bas : - Vainqueur : 2011, 2012 - Coupe du District Est : - Vainqueur : 2008, 2011 |

## Personnalités du club

### Entraîneurs
Voici la liste des entraîneurs du club depuis 1998 :
- Ron Schrier (1998-2002)
- Eric Meijers (2002-2012)
- Jan van Deinsen (2012-2013)
- François Gesthuizen (2013-2015)
- Eric Meijers (2015-2018)
- Frans Derks (2018, intérim)
- Arno Arts (2018-2019)
- Stefan Muller (2019-)